# Via Romea

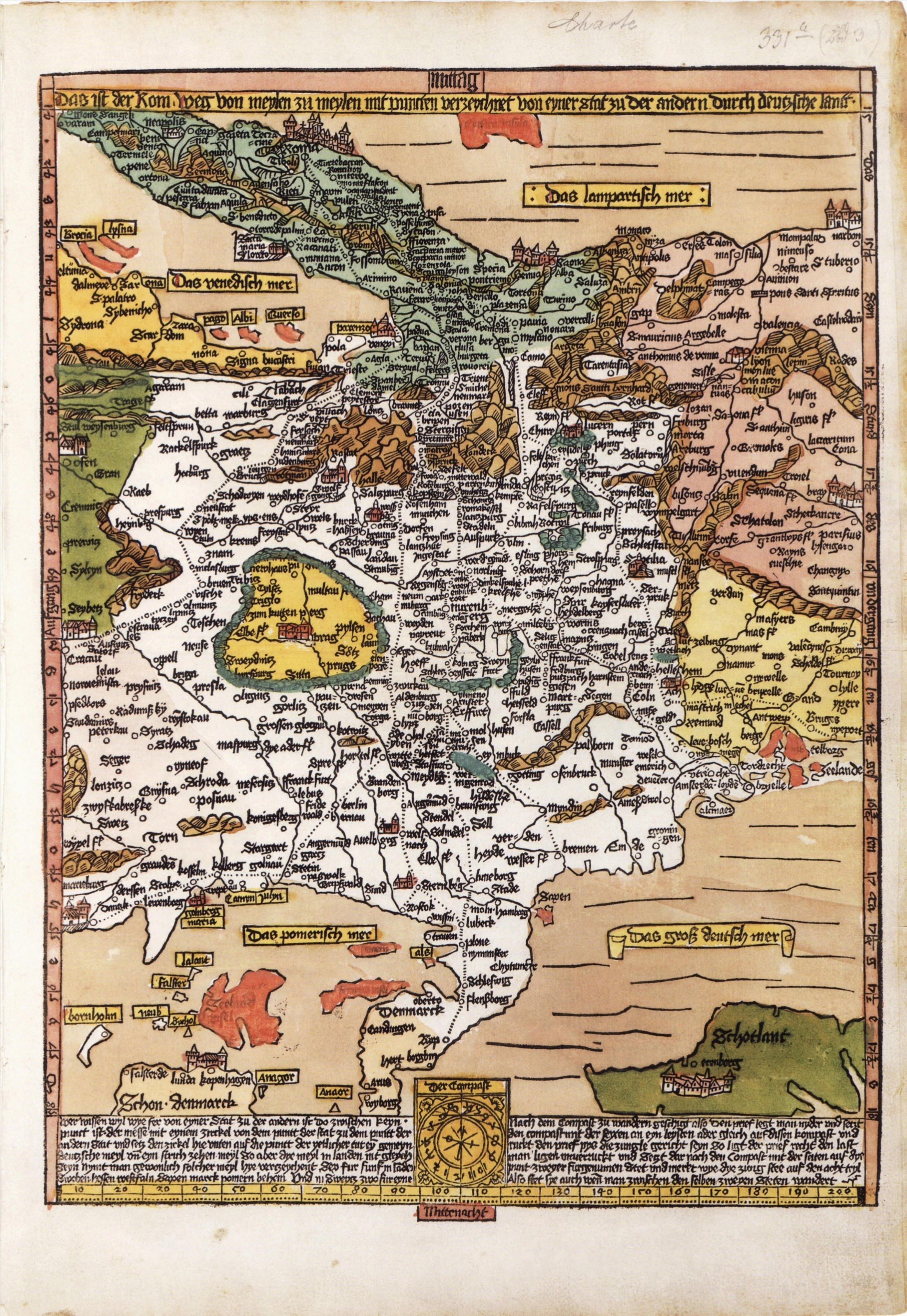
Kolorierte Erstausgabe der Romwegkarte, 1500. Nach Süden orientiert, wie alle Karten Etzlaubs.

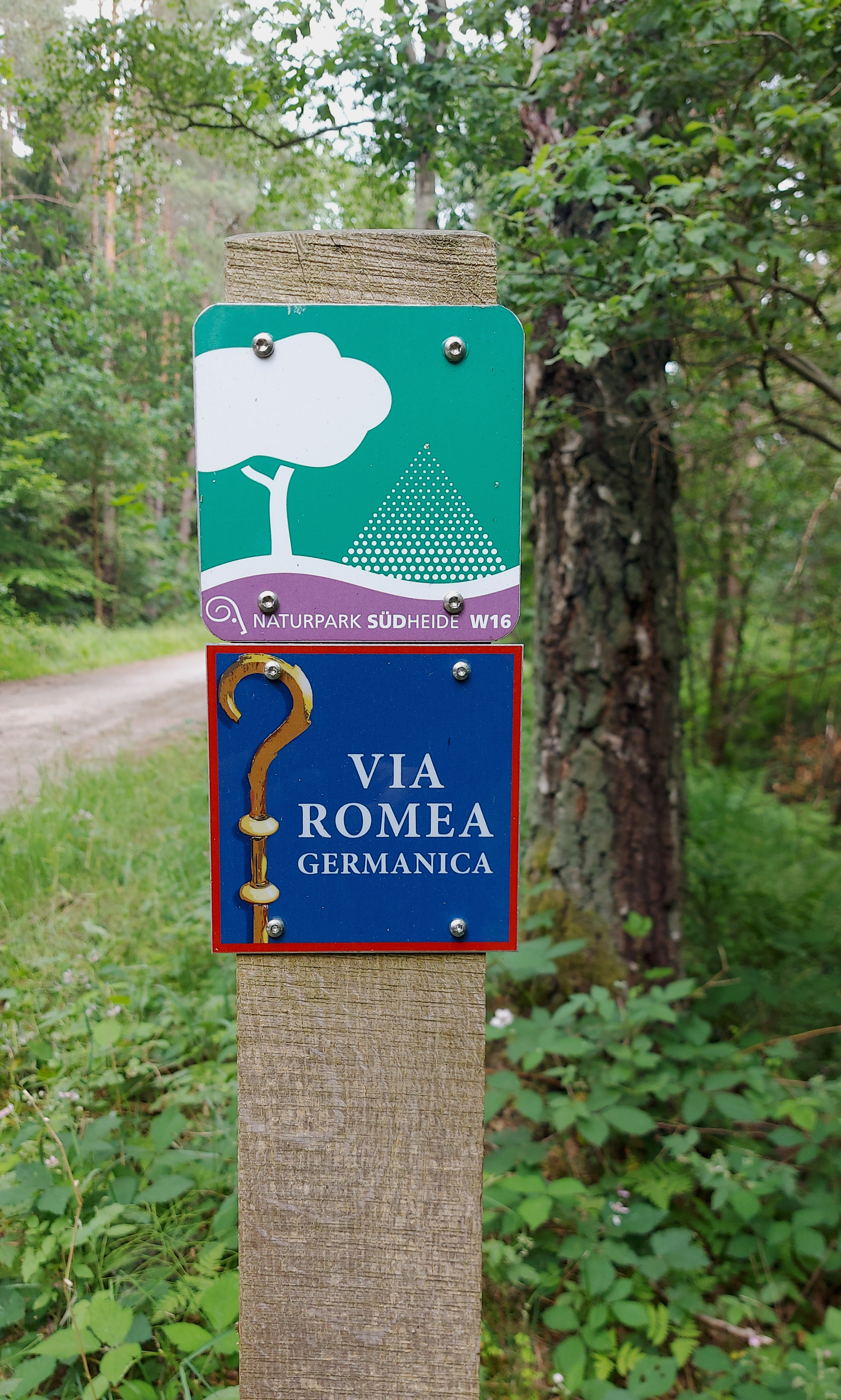
Wegweiser im Naturpark Südheide

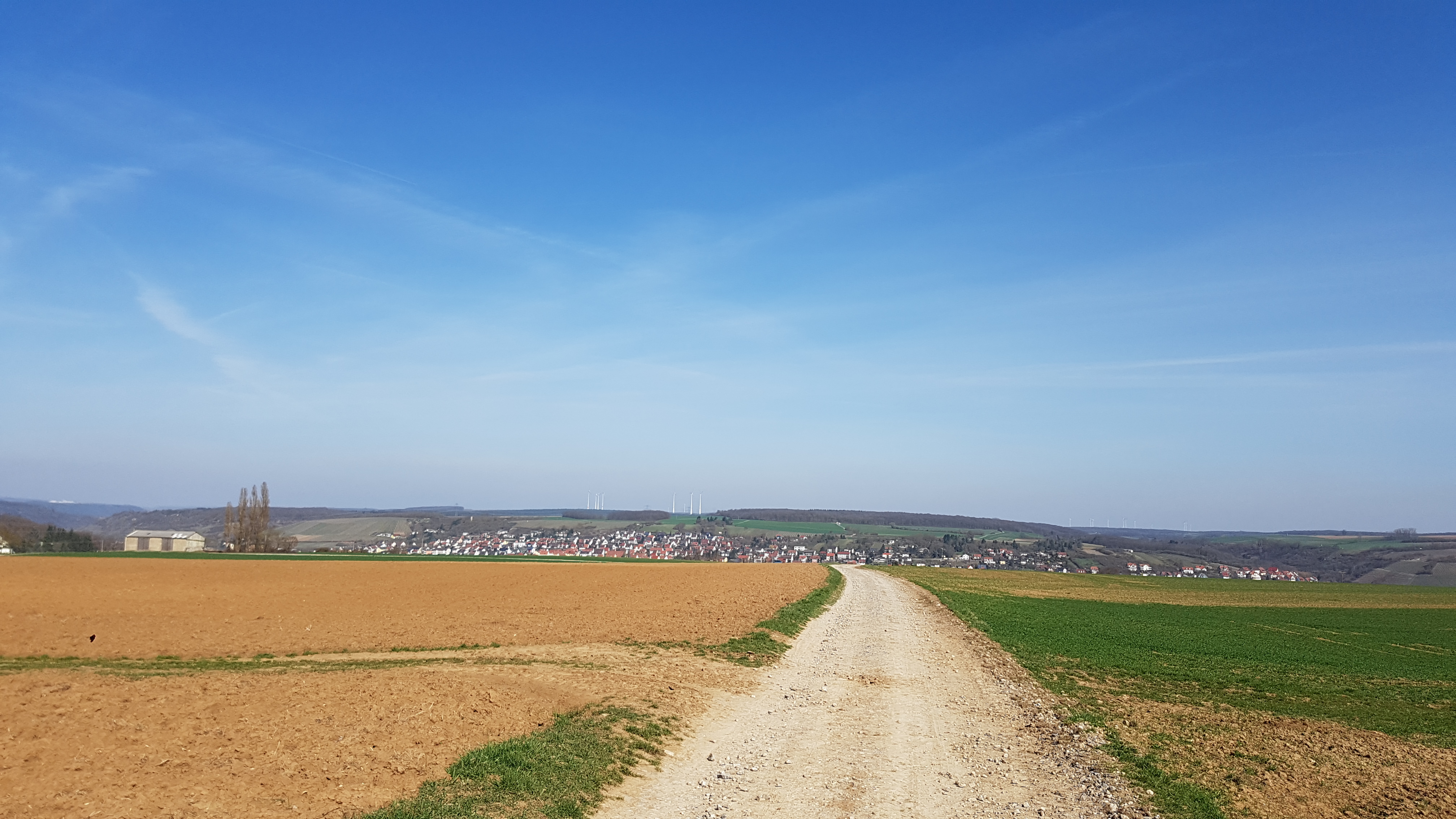
Via Romea zwischen Ochsenfurt und Aub

Als Via Romea, Romweg oder Via Romea Germanica wird der Weg bezeichnet, den Abt Albert von Stade im Jahre 1236 von Stade kommend auf einer Pilgerreise zum Papst nach Rom und zurück ging. In seinen Reiseaufzeichnungen, dem Stader Itinerar, hinterließ er den nachfolgenden Generationen eine detaillierte Beschreibung des Weges. Aufgrund dessen kann der Verlauf der Route rekonstruiert werden.
Seit 2020 war die Via Romea Germanica eine zertifizierte Kulturroute des Europarats. Die Zertifizierung wurde im Mai 2025 widerrufen.

## Geschichte des Romwegs
Von Albert von Stade stammt die erste Beschreibung des Weges von Norddeutschland nach Rom. Diese Route hat sich im Lauf der Zeit einige Male geändert, beispielsweise auf Grund von Krankheiten (Pest) in Pilgerorten. Eine Weiterentwicklung der lediglich verbalen Wegbeschreibung erfolgte im Jahr 1500 in Form der Romweg-Karte von Mitteleuropa durch Erhard Etzlaub.

## Verlauf
Im heutigen Deutschland liegen die Pilgerorte Stade, Celle, Rietze, Braunschweig, Hornburg, Wernigerode, Hasselfelde, Neustadt/Harz, Nordhausen, Ebeleben, Bad Langensalza, Gotha, Schmalkalden, Meiningen, Bad Neustadt, Münnerstadt, Schweinfurt, Würzburg, Ochsenfurt, Aub, Rothenburg ob der Tauber, Dinkelsbühl, Marktoffingen, Donauwörth, Augsburg, Igling, Schongau, Oberammergau, Partenkirchen und Mittenwald.
Im heutigen Österreich liegen die Pilgerorte: Seefeld in Tirol, Zirl, Innsbruck und Matrei.
Im heutigen Italien liegen die Pilgerorte: Sterzing, Brixen, Bozen, Trient, Padua, Venedig, Ravenna, Forlì, Arezzo, Orvieto, Viterbo und Rom.
Der Wernigeröder Historiker und Amtsgerichtsrat Walther Grosse schrieb anlässlich der 700-Jahr-Feier der Stadt Wernigerode 1929 das Buch Geschichte der Stadt und Grafschaft Wernigerode. In diesem Buch schreibt er: „Durch das Wernigeröder Mühlental führte die bereits in der 1. Hälfte des 13. Jahrhunderts von Albert von Stade erwähnte hochwichtige Verkehrsstraße, die Italien und Tirol mit der Niederelbe und dem skandinavischen Norden verband und den Harz von Nordhausen über Hasselfelde nach Wernigerode überschritt“.

## Andere Namen für Teilabschnitte
Teilabschnitte der Via Romea sind auch unter anderem Namen bekannt. So wurde der Abschnitt bei Celle auch Dietweg oder Folkweg genannt. Der Abschnitt der Via Romea, der über den Harz führt, trägt den Namen Trockweg.

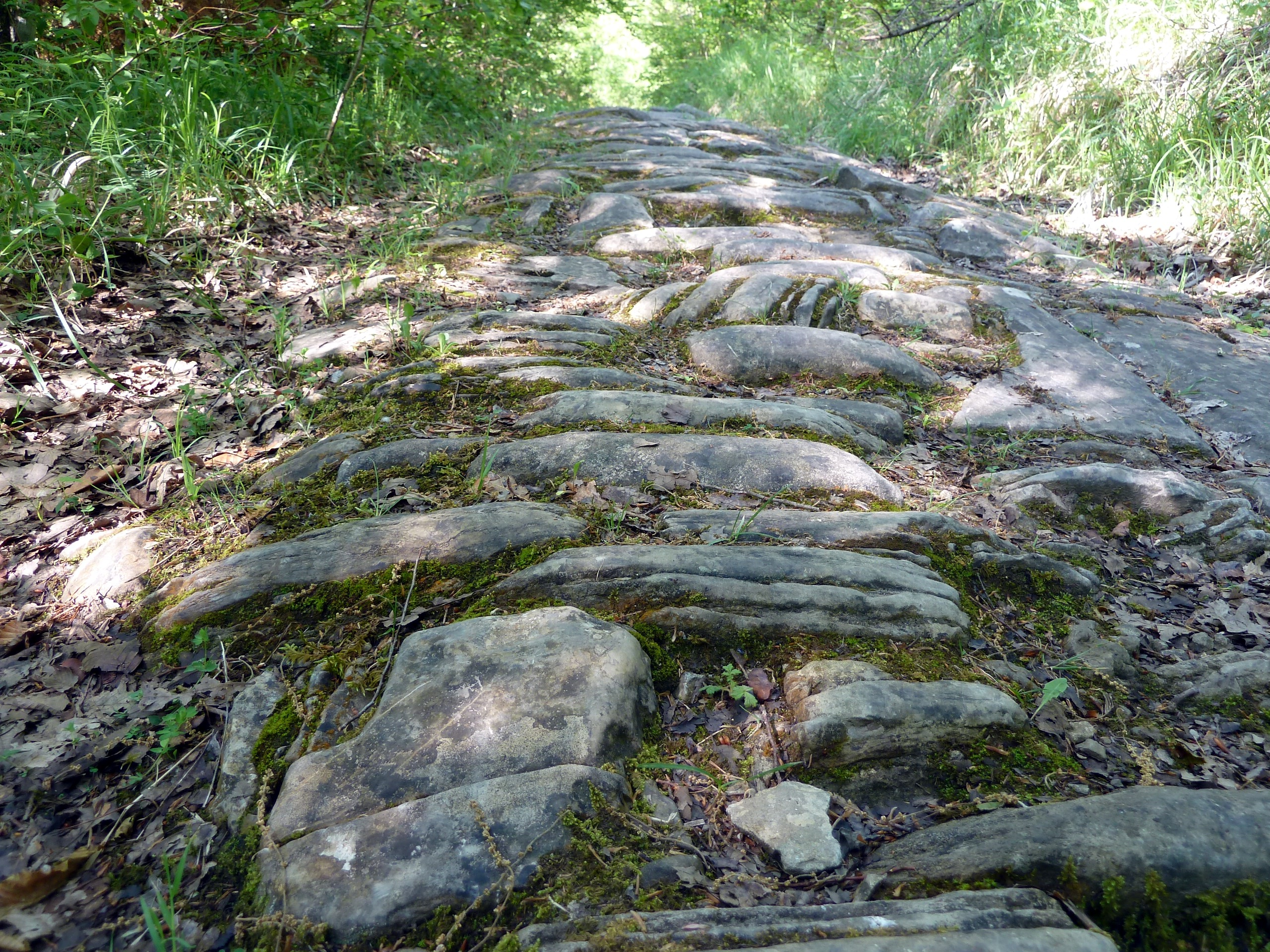
In den Apenninen auf dem Weg von Bagno di Romagna zum Passo Serra

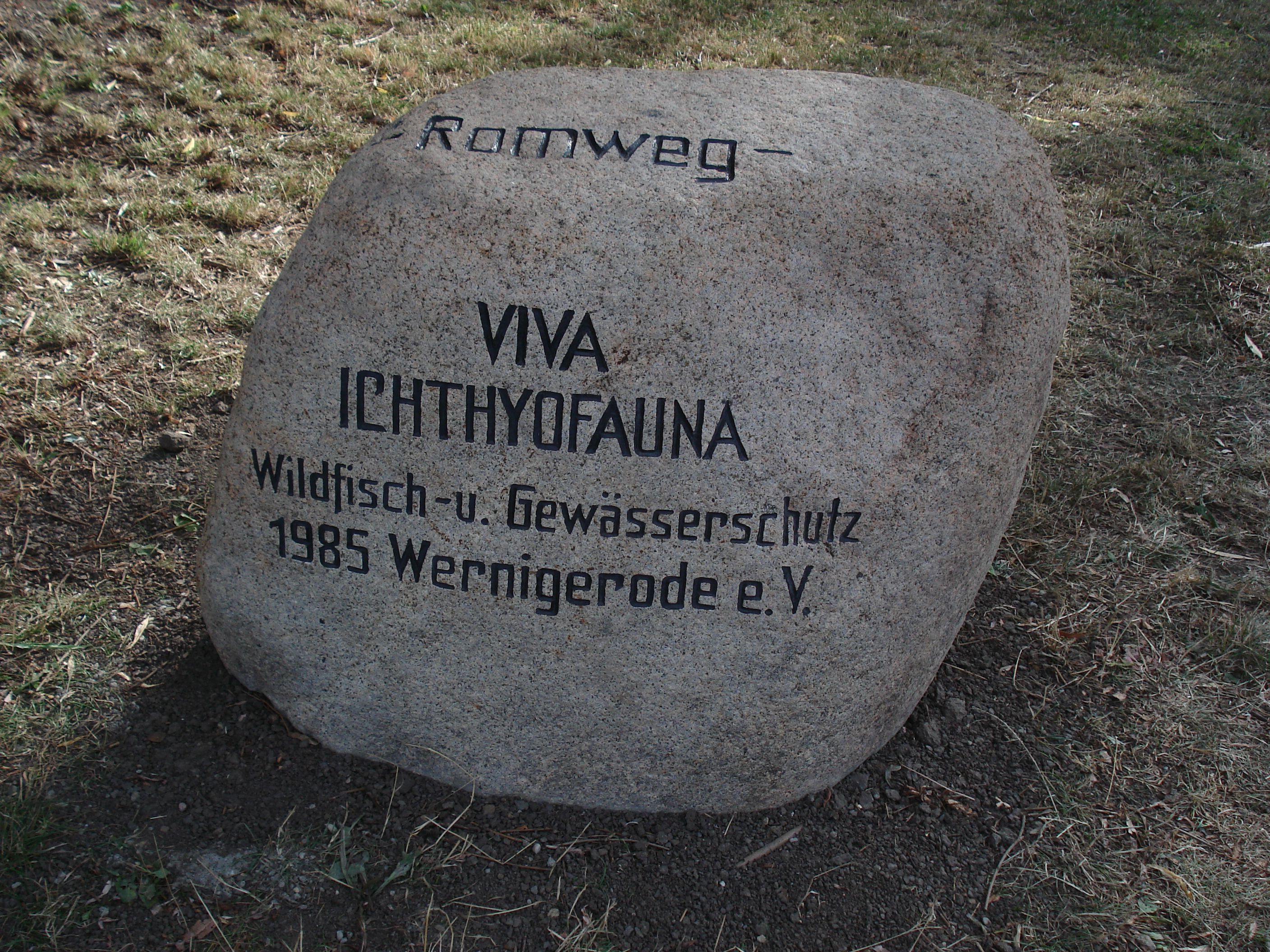
Wegmarkierung für Pilgerinnen und Pilger auf der Via Romea in Wernigerode